# 三河版
三河版（みかわばん）は電子掲示板群からなるインターネット匿名掲示板サイトである。管理者は「三河人」。

## 概要
この掲示板はinfohandsが主催する「あめざーねっと」に参加したことから、管理者である「三河人」が2000年6月18日に開設した。
本家あめぞうの創設者あめぞう氏が開発したスレッドフロート型掲示板が元になった「サポートスクリプト」（サポート作成）から「三河版スクリプト」（三河人作成）を開発、2001年11月4日から公開していたが2008年12月15日に公開を終了し、オリジナルスクリプトである「あめPHPスクリプト」（三河人作成）を使用、公開している。
あめ連所属。

## 特徴
レスが削除された場合「じゃろです」と表示される。
sage機能は存在しない。
引用は「飲尿」という用語を使用。
横レス機能が存在したが現在はない。
すみぬり機能が存在したが現在はない。
キリ番・ゾロ番を取れないようになっていたが現在はない。

## 掲示板
【メイン】　長屋（宮内庁御用達）・広場・三軒茶屋・私書箱・ゴミ箱
【企画】　ねとらじ・うぇぶろぐ・ようつべ
【教育】　寺子屋・武道 　
【地域】　東三河・西三河
【サポート】　サポート

## その他のコンテンツ
【ツール】　 ヘッドライン・i-mode・ログ検索・過去ログ・アップローダ　
【その他】　 トップページ・あめだす・スクリプト・ツール

## 歴史
2000年
4月 -  t-cup板に「みかわばん」を開設。
4月 - 「＠昼組」というサイトの掲示板群のひとつに「三河人＠昼組」が出来る。
「＠昼組」サイトの管理人は「山田」、三河人は「三河人＠昼組」のサブ管理人として活動。
（「三河人＠昼組」は後に「必殺仕事中＠昼組」へ変更。）
6月 - infohands氏が主催する「あめざーねっと」に参加。
6月18日 - 「あめざーねっと」の鯖1.5GBの内、10MBで「三河版」を開設。 開設時はサポートスクリプトを使用。
この日を「三河版」の始動開始日と制定。
7月29日 - 「あめざーねっと」が8月末閉鎖決定、バーチャルアベニューに移転完了。
8月30日 - 「▼▲」機能を追加。
9月15日 - レス数表示機能を追加。
10月4日 - 無記名投稿を「名捨て人」とする機能追加。名捨て人タイム開始（0:00～3:00）
10月6日 - 名捨て人タイムを知らせるメッセージをスクロール表示するように追加するが1日でやめる。
11月3日 - サーバーをCsideNetへ移転。
11月6日 - 横レス機能を考案。実用化に向けて検討。
11月18日 - AA対応の為、レスの行数を20行から30行に拡張。
11月19日 - 横れす機能開始。 （原案infohands，改案三河人，スクリプト作成IKeJI、三河人）
12月2日 - 名捨て人タイムを昼・夜の各1時間枠に変更。
2001年
1月14日 - 三河弁へ自動変換される新板「三河弁＠三河版」を設置。
1月17日 - 「ちゃっと＠三河版」を設置。
1月22日 - 「あめだす＠三河版」を設置。
2月4日 - プロフィールHPを公開。
4月8日 - スクリプトへ通過人数表示機能を追加。
4月22日 - 投稿日に「年」を表示するように変更。
5月3日 - みかわあぷろだを設置。スクリプトへすみぬり機能を追加。
5月9日 - 捨てレス・固定レス・和みレス機能を追加。
5月13日 - 取り消し線・アンダーラインのタグ使用を解除。
5月31日 - 「あめぞう系掲示板群メインヘッドライン」を始動開始。 スクリプト提供：infohands）
6月2日 - 2chロビーが強制名無しになり住人が大量流出。 三河版へ難民が来たが鯖が耐えきれないため、
あめざーねっとIIへ難民受け入れを水谷わひょみへ依頼→了解の元、難民移動（後にあめざーねっとIIIへ移行）。
6月3日 - 「Ｔ芝機能」（等幅機能）を追加。
6月9日 - Csideから、mixedmediaへレンタルサーバを移転。
6月24日 - >>レス番号機能を追加。
7月3日 - 後略機能を追加。
7月28日 - 1000レスに達した時に、自動的に次のスレッドが生成される機能を追加。
8月5日 - すれっど1000機能を追加。
8月6日 - ブラクラチェック機能を追加。
9月2日 - WebARENAサーバーへ引越し完了。
9月20日 - れす内容選択機能を追加。
2004年
3月5日 - うぇぶろぐ板をテスト稼働。
12月20日 - ［東三河」と「西三河」の板を設置。
2006年
10月12日 - ＠ようつべ新設、＠素股と＠鎖国を廃止。
2007年
あめPHPスクリプトと連携するアップローダを、PHPで作成。
2008年
12月22日 - あめざーねっとVIが終了し三河板と統合。三河板スクリプトからあめPHPスクリプトに移行完了。
12月23日 - サブ管理人・パスワード保持者（ロリエ）機能を追加。投稿可能な人を限定する機能を追加。
12月31日 - 三河版スクリプトの公開終了。

## 参考リンク
- 【三河版ひすとりぃ】
- あめぞうの歴史
- あめぞろ